# HMS V4
Pour les articles homonymes, voir V4.
Le HMS V4 est un sous-marin britannique de classe V construit pour la Royal Navy par Vickers à Barrow-in-Furness. Sa quille est posée en février 1914, il a été lancé le 25 novembre 1915 et terminé en mars 1916. Le HMS V4 a été vendu en octobre 1920.